# Pimenta podocarpoides
Pimenta podocarpoides är en myrtenväxtart som först beskrevs av Areces, och fick sitt nu gällande namn av Leslie Roger Landrum. Pimenta podocarpoides ingår i släktet Pimenta och familjen myrtenväxter. IUCN kategoriserar arten globalt som starkt hotad. Inga underarter finns listade i Catalogue of Life.